# Аладдин (мультфильм Disney)
«Аладди́н» (англ. Aladdin) — американский анимационный музыкальный фэнтезийный комедийный фильм 1992 года, снятый студией Walt Disney Feature Animation и выпущенный студией Walt Disney Pictures по мотивам одноимённой арабской сказки, включённой в собрание рассказов «Тысяча и одна ночь». Он тридцать первый полнометражный мультфильм Disney и четвёртый мультфильм из эпохи Ренессанса «Disney».
Мультфильм был срежиссирован и спродюсирован Джоном Маскером, Роном Клементсом по их собственному сценарию, написанному совместно с Тедом Эллиотом и Терри Россио. Главные роли озвучивали Скотт Уайнгер, Робин Уильямс, Линда Ларкин и Джонатан Фриман. Сюжет рассказывает об Аладдине, арабском уличном воре, который находит волшебную лампу с джинном. С помощью джинна Аладдин становится принцем Али и пытается произвести впечатление на султана, чтобы жениться на королевской дочери, принцессе Жасмин, в то время как злой визирь султана Джафар планирует украсть волшебную лампу, чтобы стать султаном.
Поставить эту картину впервые предложил поэт Ховард Эшман. Сценарий выдержал три черновика, прежде чем тогдашний президент Disney Studios Джеффри Катценберг согласился на производство. Аниматоры основывали свои проекты на работах карикатуриста Эля Гиршфельда. используя компьютерный дизайн как для отделки работы, так и для создания некоторых анимированных элементов. Музыка была написана Аланом Менкеном и включает в себя шесть песен с текстами, написанными Эшманом и сэром Тимом Райсом, который занял место Эшмана после его смерти.
11 ноября 1992 года состоялась премьера. Получив положительные отзывы от критиков (особенно за работу Уильямса), «Аладдин» обрёл и успех, впечатляющий, коммерческий: самый кассовый фильм 1992 года, (заработал более 504 миллионов долларов), первый мультфильм, достигший отметки в полмиллиарда долларов, и на пару лет занял нишу самого кассового мультфильма всех времён, пока в 1994 году его не превзошёл «Король Лев».
Также «Аладдин» получил две премии «Оскар» и другие награды, в частности, за саундтрек, имевший первую и единственную песню Disney, оказавшуюся лауреатом «Грэмми» за песню года («A Whole New World»; Пибо Брайсон и Реджина Белль). Релиз видеокассет картины также установил рекорд продаж и составил в США около 500 миллионов долларов. Было выпущено продолжение в виде мультсериала, а также два полнометражных продолжения (только для видео): «Возвращение Джафара» и «Аладдин и король разбойников», а также бродвейского мюзикла в 2014 году и художественного ремейка в 2019 году.

## Сюжет
Действие происходит в вымышленном арабском городе Аграба. Властолюбивый визирь Джафар разыскивает волшебную лампу, в которой заточён могущественный Джинн, способный выполнить любые три желания своего хозяина. Найдя место её хранения — Пещеру Чудес, Джафар подкупает вора Газима, чтобы тот принёс лампу, но хранитель пещеры в виде огромной головы тигра резко захлопывается и Газим оказывается погребённым заживо. Также он говорит Джафару, что войти в пещеру сможет лишь человек, достоинства которого спрятаны глубоко внутри.
Позднее Джафар с помощью магии узнаёт имя избранного — им оказывается уличный вор по имени Аладдин. Джафар приказывает султанской страже схватить его и бросить в тюрьму. Стражники во главе с Расулом находят Аладдина, причём в компании принцессы Жасмин, сбежавшей ранее из дворца. Позже принцесса Жасмин пыталась оспорить у Джафара приказ об аресте, но не смогла — циничный визирь соврал ей, что юноша уже будто бы казнён, чем очень сильно расстроил принцессу.
Той же ночью Джафар, замаскированный под старого узника, пробрался в камеру к Аладдину и рассказал ему о лампе и сокровищах в Пещере Чудес. Однако из-за алчности друга Аладдина, обезьянки Абу, поддавшегося соблазну и схватившему огромный рубин, хранитель пещеры объявил обоих неверными и стал преследовать, чтобы убить. Когда Аладдин пытается выбраться из пещеры, Джафар требует у него лампу, но, получив её, пытается убить его, но Абу его сильно кусает, и тот, взревев от боли, отпускает Аладдина и тот падает вниз в пещеру, а затем и сбрасывает обезьянку.
Аладдин понял, что ему не выбраться, но оказалось, что Абу похитил у Джафара лампу, в которой находится Джинн. С его помощью главный герой и его друг обманом выбираются из пещеры, а затем по первому своему желанию Аладдин становится принцем по имени Али, чтобы Жасмин вышла замуж за него. Поначалу всё идёт хорошо, но Жасмин нужна Джафару, чтобы он женился на ней и стал султаном. Дворцовая стража по приказу визиря избавляется от принца Али, связав его и бросив в воду, однако тому удаётся использовать своё второе желание, и Джинн спасает его.
Аладдин возвращается во дворец и сообщает Султану о коварстве Джафара. Последний приказывает страже арестовать визиря, а юноша разбивает его гипнотизирующий посох. Но Джафар с помощью колдовства сбегает, перед этим увидев в кармане у Аладдина волшебную лампу. Затем его попугай Яго похищает лампу, и Джафар становится новым хозяином Джинна, занимая место султана Аграбы. Но это не сломило гордость настоящего же Султана и Жасмин, и последняя отказалась склониться перед злодеем. Поэтому он пожелал стать самым могущественным колдуном на свете.
После этого Джафар телепортирует Аладдина в башню дворца и отправляет в ледяную пустыню, а остальных подчиняет себе и захватывает абсолютную власть. Тем временем Аладдин с помощью ковра-самолёта выбирается из пустыни и возвращается в город (Джафар не заметил, что во время телепортации Аладдина в башню, к нему прилетел ковёр). Джафар же пытается склонить Жасмин на брак с собой, на что принцесса наотрез отказывает ему. В итоге Джафар столкнул её, но пожелал, чтобы Джинн заставил Жасмин полюбить его. Она, заметив Аладдина, пытается очаровать колдуна и дать Аладдину возможность стащить лампу и снова стать хозяином Джинна.
Однако Джафар разоблачает её игру и заточает принцессу в песочные часы, а также превращает Абу в заводную игрушку, а ковёр — в пряжу. Аладдин предлагает колдуну самому вступить с ним в бой, тот принимает вызов. Джафар превращается в гигантскую кобру и атакует своего соперника. Аладдин, проигравший в схватке и волнующийся за Жасмин, сообщает, что Джафар всё-таки не является самым могущественным колдуном — он не может быть сильнее, чем джинны. Джафар попадается на эти слова и последним третьим своим желанием приказывает Джинни сделать его всемогущим джинном.
Тот подчиняется, и Джафар становится джинном. Но так как все джинны — узники своих ламп, поэтому и для Джафара появляется лампа, в которую его немедленно затянуло вместе с Яго. Джинни закидывает лампу Джафара далеко в пустыню. После Джинни хочет исполнить последнее третье желание Аладдина — сделать его принцем, чтобы они с Жасмин были вместе, но Аладдин, решая не притворяться кем-то, освобождает Джинни. А Султан отменяет старый закон о возможности брака принцессы только с представителем знатного рода, что позволяет паре обрести счастье вдвоём.

## Роли озвучивали
| Персонаж            | Оригинальное озвучивание                |
| ------------------- | --------------------------------------- |
| Принцесса Жасмин    | Линда Ларкин (речь) Леа Салонга (вокал) |
| Аладдин             | Скотт Уайнгер (речь) Бред Кейн (вокал)  |
| Джинни              | Робин Уильямс                           |
| Джафар              | Джонатан Фриман                         |
| Абу                 | Фрэнк Уэлкер                            |
| Раджа               | Фрэнк Уэлкер                            |
| Пещера Чудес        | Фрэнк Уэлкер                            |
| Яго                 | Гилберт Готтфрид                        |
| Султан              | Дуглас Сил                              |
| Газим               | Чарли Адлер                             |
| Торговец арбузами   | Чарли Адлер                             |
| Торговец орехами    | Чарли Адлер                             |
| Принц Ахмед         | Кори Бёртон                             |
| Торговец ожерельями | Кори Бёртон                             |
| Расул               | Джим Каммингс                           |
| Торговец яблоками   | Джим Каммингс                           |
| Торговец            | Робин Уильямс (речь) Брюс Адлер (вокал) |
| Лошадь Джафара      | Хэл Смит                                |

## Производство

### Сценарий и разработка
В 1988 году поэт-песенник Ховард Эшман предложил студии «Walt Disney Pictures» создать мультипликационный мюзикл по мотивам истории об Аладдине. Когда он написал несколько песен вместе со своим другом Аланом Менкеном, Линда Вулвертон, ранее работавшая над мультфильмом «Красавица и Чудовище», написала сценарий к планируемому мультфильму. Затем к производству присоединились режиссёры Рон Клементс и Джон Маскер, выбрав Аладдина из трёх предложенных проектов, которые также включали адаптацию «Лебединого озера» и «Короля джунглей», впоследствии ставшего «Королём Львом». Перед смертью Эшмана в марте 1991 года Эшман и Менкен сочинили песню «Prince Ali» и его последнюю песню «Humiliate the Boy».
Маскер и Клементс написали черновик сценария, а затем передали его руководителю студии Джеффри Катценбергу в апреле 1991 года. Катценберг думал, что сценарий «не был хорошим», и в день, известный сотрудникам как «Чёрная пятница», потребовал переписать весь сюжет. Катценберг также повлиял на изменение сюжетного элемента о браке Жасмин, который первоначально требовал от неё по закону выйти замуж к шестнадцати годам, чтобы снять возраст — султан говорит только «ваш следующий день рождения» — и сделать более конкретным, что её жених должен был быть принцем, что также создало бы конец, когда султан, вдохновлённый альтруизмом Аладдина, меняет закон, чтобы сделать Жасмин способной выйти замуж за любого, кого она считает достойным.
Тед Эллиотт и Терри Россио были привлечены к проекту для переработки сюжета, и исключили мать Аладдина, усилили характера Жасмин и убрали несколько песен Эшмана. Личность Аладдина была переписана, чтобы быть «немного грубее, как молодой Харрисон Форд», а попугай Яго, задуманный как по-британски невозмутимый серьёзный персонаж, стал комическим образом, который был вдохновлён игрой Гилберта Готтфрида в фильме «Полицейский из Беверли-Хиллз 2». К октябрю 1991 года Катценберг был удовлетворён новой версией Аладдина. Как и в случае со сценарием Вулвертон, несколько персонажей и сюжетных элементов были основаны на фильме «Багдадский вор», хотя место действия мультфильма было изменено с Багдада на вымышленный арабский город Аграба.
Согласно статье в журнале «The Advocate», Джеффри Катценберг спросил открытого гей-продюсера Томаса Шумахера, оскорбила ли его какая-либо из гей-отсылок в фильме, например, сцена, где Джинн превращается в «эффеминацианского портного», и ещё одна, в которой он говорит Аладдину, что «Ты мне тоже очень нравишься, детка, но это не значит, что я хочу выбрать с тобой шторы» Шумахер ответил, что такие отсылки были «хорошо веселыми», отметив: «Я знаю, что мы все спорим между собой, но зачем пытаться отрицать тот факт, что существуют свистливые модельеры? Да! Откуда мы бежим? Покажи мне десять парикмахеров; я покажу тебе восемь геев».

### Дизайн и анимация

Аниматоры разработали каждого персонажа, основанного на различных геометрических фигурах.

В ранних версиях мы поиграли с ним, сделав его чуть моложе, и по сюжету у него была мать. […] В разработке он стал более атлетичным, более крупным, с большими задатками юного лидера и большей юношеской привлекательностью, чем раньше.
Оригинальный текст (англ.)In early screenings, we played with him being a little bit younger, and he had a mother in the story. [...] In design he became more athletic-looking, more filled out, more of a young leading man, more of a teen-hunk version than before.
— Джон Маскер
Дизайн большинства персонажей был основан на работе Эла Гиршфельда, которую художник-постановщик Ричард Вандер Венде также счел подходящим для этой темы из-за сходства с плавными и нависающими линиями, найденными в арабской каллиграфии. Дизайн Джафара не был основан на работе Хиршфельда, так как его аниматор, Андреас Дежа, хотел, чтобы персонаж составлял контраст. У каждого персонажа было по одному аниматору. Аниматоры также консультировались друг с другом, чтобы создавать сцены взаимодействующими персонажами. Поскольку аниматор Аладдина Глен Кин работал в калифорнийском филиале Walt Disney Feature Animation, а аниматор Жасмин Марк Хенн был во Флориде в Disney-MGM Studios, им приходилось часто звонить и консультироваться друг с другом. Аниматоры были в зоопарке Сан-Франциско, чтобы изучить движения обезьян. Аниматор Яго Уилл Финн попытался включить некоторые аспекты внешности Готфрида в дизайн Яго, особенно его полузакрытые глаза и часто появляющиеся зубы. Некоторые аспекты султана были вдохновлены Волшебником из страны Оз. Андреас Дежа, попытался включить в персонажа мимику Джонатана Фримена и жесты. Аниматор Рэнди Картрайт описал работу над волшебным ковром как сложную, так как у него прямоугольная форма, которая выражается через пантомиму — «Это похоже на игру с помощью оригами». Картрайт продолжал складывать кусок ткани, анимируя, чтобы увидеть, как расположить ковер. После того, как анимация персонажа была сделана, дизайн поверхности ковра был применен в цифровом виде.
Изначально, по сюжету, Аладдину должно было быть 13 лет, но в итоге его возраст изменили до 18.
Для дизайна декораций использовались различные архитектурные элементы, замеченные на восточных картинах и фотографиях арабского мира 19-го века. Другими источниками вдохновения для дизайна были мультфильмы «Disney» 1940-х и 50-х годов и фильм «Багдадский вор». Цвета были сделаны с помощью компьютеризированного процесса CAPS, и цветовые мотивы были выбраны в соответствии с личностью — главные герои используют светлые цвета, такие как синий, злодеи — тёмные, такие как красный и чёрный, а Аграба и её дворец используют нейтральный жёлтый цвет. Компьютерная анимация была использована для некоторых элементов мультфильма, таких как Хранитель Пещеры чудес и сцена, где Аладдин пытается сбежать из разрушающейся пещеры
Маскер и Клементс создали Джинна с учётом Робина Уильямса; хотя Катценберг предложил таких актёров, как Джон Кэнди, Стив Мартин и Эдди Мёрфи, в конечном счёте выбрали Уильямса. Он пришёл на озвучивание во время перерывов в съемках двух других фильмов, в которых он тогда снимался: Капитан Крюк и Игрушки. Большая часть диалогов Уильямса была рекламной: для некоторых сцен Уильямсу давали темы и диалоговые предложения, но ему разрешалось импровизировать его строки. По оценкам Уильямс импровизировал 52 персонажа. Эрик Голдберг, главный аниматор Джинна, затем рассмотрел записанные диалоги Уильямса и выбрал лучшие приколы, для которых его команда создаст анимацию персонажей.
Продюсеры добавили много шуток и ссылок на предыдущие работы Диснея, такие как «появление камео» режиссёров Клементса и Маскера и рисование некоторых персонажей, основанных на работниках Диснея. Чудовище, Себастьян из «Русалочки» и Пиноккио появляются в камео, а гардероб Джинна в конце фильма — шляпа Гуди, гавайская рубашка и сандалии — являются отсылкой к короткометражному фильму, который Робин Уильямс сделал для тура Disney-MGM Studios в конце 1980-х годов.

### Конфликты Робина Уильямса со студией
В благодарность за свой успех с фильмом Touchstone Pictures «Доброе утро, Вьетнам», Робин Уильямс озвучил Джинна за плату Гильдии киноактёров США в размере 75 000 долларов вместо запрошенных 8 миллионов долларов, при условии, что его имя или изображение не будут использованы для маркетинга, а его (вспомогательный) персонаж займет не более 25 % места на рекламных работах. По финансовым причинам студия вернулась к сделке по обоим пунктам, особенно в плакатах, имея Джинна в 25 % изображения, но имея других основных и второстепенных персонажей, изображаемых значительно меньше. Книга «Aladdin: The Making of an Animated Film» перечислила обоих персонажей Уильямса «Педлер» и «Джинна» выше главных героев, но была вынуждена упоминать его только как «актёра, подписанным на роль Джинна».
Дисней, не используя имя Уильямса в рекламных роликах в соответствии с контрактом, использовал свой голос для Джинна в рекламных роликах и использовал персонажа Джинна для продажи игрушек и фаст-фуда, не платя Уильямсу дополнительные деньги; Уильямс несчастливо пошутил в то время: «Единственная причина, по которой у Микки Мауса три пальца, заключается в том, что он не может забрать чек». Уильямс объяснил журналу New York, что его предыдущий мерчандайзинг Mork & Mindy был другим, потому что «образ принадлежит им. Но голос — это я; я дал его сам. Когда это произошло, я сказал: „Ты знаешь, что я этого не делаю“. Они извинились и сказали, что это сделали другие люди.» Дисней попытался успокоить Уильямса, отправив ему картину Пабло Пикассо стоимостью более 1 миллиона долларов, но этот шаг не смог восстановить испорченные отношения, так как картина была автопортретом Пикассо в роли художника Винсента Ван Гога и, по-видимому, действительно «сталкивалась» с более диким домашним украшением Уильямса. Уильямс отказался озвучить Джинна в мультфильме «Возвращение Джафара», поэтому его заменил Дэн Кастелланета. Когда Джеффри Катценберг был заменён Джо Ротом на посту председателя Walt Disney Studios, Рот организовал публичные извинения перед Уильямсом. Уильямс, в свою очередь, повторил роль в мультфильме, «Аладдин и король разбойников».

### Музыка
Композитор Алан Менкен и авторы песен Ховард Эшман и Тим Райс были похвалены за создание саундтрека как «неизменно хорошие, соперничающие с лучшими другими анимационными мюзиклами Диснея 1990-х годов». Менкен и Эшман начали совместную работу над мультфильмом, Райс взял на себя лирическую часть после смерти Эшмана от осложнений связанных со СПИДом в начале 1991. Несмотря на то, что для «Аладдина» было написано 14 песен, в фильме всего 7, 3 из которых написаны Эшамном, а 4 — Райсом. Выпущенное в 2004 году двухдисковое издание мультфильма включает четыре песни в ранних анимационных тестах и музыкальное видео песни «Proud of Your Boy», в исполнении Клея Айкена, которая также появилась в альбоме Disneymania 3. Сингл-версия песни A Whole New World, в исполнении Пибо Брайсона и Реджины Белль звучит в титрах, и по состоянию на 2019 год это — единственная песня Disney получившая премию «Грэмми» за лучшую песню года.

## Темы
«Оригинальный сюжет был своего рода выигрышем в лотерею… Как будто иметь всё, что вы могли бы пожелать, было бы величайшей вещью в мире, и отнять это у вас — плохо, но иметь это — здорово. Мы на самом деле не хотели, чтобы это было посланием фильма».
Создатели мультфильма думали, что оригинальный сюжет был неуместным, и решили включить процесс исполнения желаний, считая это прекрасным решением, но в конечном счёте это стало проблемой. Другой главной темой было избегание обоих героев пытаться быть не тем, кем они являются — Аладдин и Жасмин попадают в беду, пытаясь быть иными людьми, и принц Али не может произвести впечатление на Жасмин. Она терпит неудачу, как и Аладдин, когда Жасмин узнаёт, кто он на самом деле.
Становясь «заложником в тюрьме», он жалеет о проделанном. Судьба, которая встречается у большинства персонажей, — Аладдин и Жасмин ограничены их собственным образом жизни, Джинн прикован к своей лампе, а Джафар к султану — и визуально изображается в тюремных стенах и во дворце султана Аграбы, а также сценой с участием птиц в клетке, которых Жасмин позже освобождает.
Также Жасмин выбивается из стандартного образа Диснеевской принцессы. Она изображена непокорной, противится дворцовым порядкам и социальному укладу, пытается решить свою судьбу самостоятельно, в отличие от остальных принцесс, которые просто ждут спасения.

## Показ
Премьера мультфильма состоялась 13 ноября 1992 года в ограниченном прокате. В широкий прокат он был выпущен 25 ноября того же года в 1131 кинотеатрах.

### Кассовые сборы
В свой первый уикенд мультфильм заработал 19,2 миллиона долларов, заняв второе место после фильма «Один дома 2». После восьми недель проката он стал самым кассовым мультфильмом «Disney», превзойдя «Красавицу и чудовище». В США фильм был лидером пять раз в неделю и побил рекорд за неделю между Рождеством и Новым годом с 32,2 миллионами долларов в течение 22-недельного показа. «Аладдин» стал самым кассовым фильмом 1992 года, собрав 217 миллионов долларов в США и более 504 миллионов долларов по всему миру. Он также стал самым кассовым мультфильмом, пока его не превзошёл «Король Лев», а также первым мультфильмом, собравшим 200 миллионов долларов в США и Канаде. Кроме того, это был первый фильм, который пересек эту отметку со времен фильма «Терминатор 2: Судный день».
За пределами США и Канады фильм собрал 200 миллионов долларов в 1993 году и 250 миллионов долларов к январю 1994 года. В Европе «Аладдин» превзошёл фильм «Парк Юрского периода», став лидером проката. Он установил рекорд первого уикенда в Южной Африке. К 2002 году фильм собрал 287 миллионов долларов за рубежом и 504 миллиона долларов по всему миру. Он является тридцать пятым самым кассовым мультфильмом всех времён и народов, девятым самым кассовым фильмом Walt Disney Animation Studios и четвёртым самым кассовым рисованным мультфильмом после мультфильмов "Истребитель демонов: Поезд «Бесконечный», «Симпсоны в кино» и «Король Лев». По оценкам, было продано 52 442 300 билетов в США и Канаде, где его валовой доход эквивалентен 477 749 800 долларов США с учётом инфляции 2018 года.

### Выход на видео
Мультфильм был выпущен на VHS 29 сентября 1993 как часть серии «Walt Disney Classics». На LaserDisc мультфильм был выпущен 21 сентября 1994.
5 октября 1994 мультфильм перевыпущен на VHS и впервые выпущен на DVD как часть серии «Platinum Edition». На первом диске была отреставрированная версия мультфильма, подготовленная к запланированному, но в конечном итоге отменённому выпуску IMAX. На втором диске были дополнительные материалы. Звуковая дорожка была представлена в форматах Dolby Digital 5.1 и Disney Enhanced Home Theater Mix. В России мультфильм был выпущен в 2004 году концерном «ВидеоСервис».
29 сентября 2015 года мультфильм был выпущен на Digital HD и 13 октября того же года на Blu-ray как часть серии «Diamond Edition». В России мультфильм был выпущен компанией «The Walt Disney Company CIS» 4 марта 2010 года на DVD и 12 марта 2013 года на Blu-ray.
27 августа 2019 года фильм был перевыпущен на Digital HD и впервые выпущен на 4K и на Blu-ray и Ultra HD Blu-ray 10 сентября 2019 года как часть серии «Walt Disney Signature Collection».

## Реакция

### Отзывы
Мультфильм получил положительные отзывы критиков. На сайте Rotten Tomatoes у мультфильма рейтинг 95 % на основе 75 отзывов со средней оценкой 8,2/10. На сайте Metacritic мультфильм рейтинг 86 из 100 на основе 25 рецензий. Зрители на CinemaScore дали мультфильму оценку «A+».
Большинство критиков похвалили роль Робина Уильямса за озвучивание Джинна, а Джанет Маслин из The New York Times заявила, что дети «не должны точно знать, что мистер Уильямс вызывает, чтобы понять, насколько он смешной», а Роджер Эберт комментирует, что Уильямс и анимация «родились друг для друга». Чак Джонс даже назвал мультфильм «самой смешным фильмом из когда-либо созданных». Кроме того, англо-ирландский комик Спайк Миллиган считал его величайшим фильмом всех времен. Джеймс Берардинелли дал ему 3,5 из 4 звезд, похвалив «хрустящие визуальные эффекты и замечательные номера песен и танцев». Питер Трэверс из Rolling Stone сказал, что комедия сделала фильм доступным как для детей, так и для взрослых, видение, которым поделились с Дессоном Хау из The Washington Post, который также сказал, что «дети все ещё будут очарованы магией и приключениями». Брайан Лоури из Variety похвалил актёрский состав персонажей, охарактеризовав выразительный волшебный ковер как «его самое замечательное достижение» и посчитал, что «Аладдин преодолевает большинство недостатков истории благодаря явной технической виртуозности».
Некоторые аспекты фильма подверглись широкой критике. Эд Гонсалес из Slant Magazine написал негативный отзыв, описав фильм как расистский, смешной и «нарциссический цирковой акт» Робина Уильямса. Роджер Эберт, который в целом похвалил фильм в своей рецензии, считал музыку уступающей мультфильмам «Русалочка» и Красавица и Чудовище, и утверждал, что Аладдин и Жасмин были «палыми и рутинными». Он раскритиковал то, что считал использованием в фильме этнических стереотипов, написав: «Большинство арабских персонажей имеют преувеличенные черты лица — зацепленные носы, светящиеся брови, толстые губы — но Аладдин и принцесса выглядят как белые американские подростки».

### Награды и номинации
| Награда                                          | Категория                                                    | Номинант(ы) | Результат | Примечания |
| ------------------------------------------------ | ------------------------------------------------------------ | --- | --------- | ---------- |
| Оскар                                            | Лучшая музыка к фильму                                       | Алан Менкен | Победа    | [ 81 ]     |
| Оскар                                            | Лучшая песня к фильму                                        | «A Whole New World» Музыка Алана Менкена; Слова Тима Райса | Победа    | [ 81 ]     |
| Оскар                                            | Лучшая песня к фильму                                        | «Friend Like Me» Музыка Алана Менкена Слова Ховарда Эшмана | Номинация | [ 81 ]     |
| Оскар                                            | Лучший звук                                                  | Терри Портер, Мэл Меткалф, Дэвид Хадсон и Док Кейн | Номинация | [ 81 ]     |
| Оскар                                            | Лучший звуковой монтаж                                       | Марк Манджини | Номинация | [ 81 ]     |
| Энни                                             | Лучший анимационный полнометражный фильм                     | Лучший анимационный полнометражный фильм | Победа    | [ 82 ]     |
| Премия ASCAP в области кино и телевидения        | Лучшие кассовые фильм                                        | Ховард Эшман, Алан Менкен и Тим Райс | Победа    |            |
| Премия ASCAP в области кино и телевидения        | Самая исполняемая песня из фильма                            | «A Whole New World» Музыка Алана Менкена; Слова Тима Райса | Победа    |            |
| BMI Film & TV Awards                             | Film Music Award                                             | Алан Менкен | Победа    |            |
| BMI Film & TV Awards                             | Самая исполняемая песня в фильме                             | «A Whole New World» Музыка Алана Менкена; Слова Тима Райса | Победа    |            |
| BAFTA                                            | Лучшая музыка к фильму                                       | Алан Менкен | Номинация | [ 83 ]     |
| BAFTA                                            | Лучшие визуальные эффекты                                    | Дон Пол и Стив Голдберг | Номинация | [ 83 ]     |
| Премия Ассоциации кинокритиков Даллас-Форт-Уэрта | Лучший фильм                                                 | Лучший фильм | Номинация |            |
| Премия Ассоциации кинокритиков Даллас-Форт-Уэрта | Лучший анимационный фильм                                    | Лучший анимационный фильм | Победа    |            |
| Золотой глобус                                   | Лучший фильм — комедия или мюзикл                            | Лучший фильм — комедия или мюзикл | Номинация | [ 84 ]     |
| Золотой глобус                                   | Лучшая музыка к фильму                                       | Алан Менкен | Победа    | [ 84 ]     |
| Золотой глобус                                   | Лучшая песня                                                 | «A Whole New World» Музыка Алана Менкена; Слова Тима Райса | Победа    | [ 84 ]     |
| Золотой глобус                                   | Лучшая песня                                                 | «Friend Like Me» Музыка Алана Менкена; Слова Ховарда Эшмана | Номинация | [ 84 ]     |
| Золотой глобус                                   | Лучшая песня                                                 | «Prince Ali» Музыка Алана Менкена; Слова Ховарда Эшмана | Номинация | [ 84 ]     |
| Золотой глобус                                   | Награда за особые достижения                                 | Робин Уильямс | Победа    | [ 84 ]     |
| Golden Reel Awards                               | Лучший звуковой монтаж в анимационном полнометражному фильме | Док Кейн, Винс Каро и Марк Манджини | Победа    |            |
| Золотой экран                                    | Золотой экран                                                | Золотой экран | Победа    |            |
| Грэмми                                           | Лучшая запись года                                           | «A Whole New World» — Пибо Брайсон, Реджина Белль и Уолтер Афанасьефф | Номинация | [ 85 ]     |
| Грэмми                                           | Лучшая песня года                                            | «A Whole New World» — Алан Менкен и Тим Райс | Победа    | [ 85 ]     |
| Грэмми                                           | Лучшее вокальное поп-исполнение дуэтом или группой           | «A Whole New World» — Пибо Брайсон и Реджина Белль | Победа    | [ 85 ]     |
| Грэмми                                           | Лучший музыкальный альбом для детей                          | Aladdin: Original Motion Picture Soundtrack — Разные исполнители | Победа    | [ 85 ]     |
| Грэмми                                           | Лучший разговорный альбом для детей                          | Aladdin Sound & Story Theatre — Разные исполнители | Номинация | [ 85 ]     |
| Грэмми                                           | Лучший саундтрек для визуальных медиа                        | Aladdin: Original Motion Picture Soundtrack — Алан Менкен | Победа    | [ 85 ]     |
| Грэмми                                           | Лучшая песня, написанная для визуальных медиа                | «A Whole New World» — Алан Менкен и Тим Райс | Победа    | [ 85 ]     |
| Грэмми                                           | Лучшая песня, написанная для визуальных медиа                | «Friend Like Me» — Алан Менкен и Ховард Эшман | Номинация | [ 85 ]     |
| Хьюго                                            | Лучшая постановка                                            | Рон Клементс, Джон Маскер, Тед Эллиот, Терри Россио, Барни Мэттинсон, Роджер Аллерс, Даан Жиппес, Кевин Харки, Сью К. Николс, Френсис Глебас, Даррел Руни, Ларри Лекер, Джеймс Фудзий, Кирк Хэнсон, Кевин Лима, Ребекка Риис, Дэвид С. Смит, Крис Сандерс, Брайан Пиментал, Патрик А. Вентура | Номинация | [ 86 ]     |
| ICG Publicists Awards                            | Премия Максвелла Вайнберга за шоу-публициста                 | Премия Максвелла Вайнберга за шоу-публициста | Победа    | [ 87 ]     |
| Премия Ассоциации кинокритиков Лос-Анджелеса     | Лучший анимационный полнометражный фильм                     | Джон Маскер и Рон Клементс | Победа    | [ 88 ]     |
| MTV Movie Awards                                 | Фильм года                                                   | Фильм года | Номинация |            |
| MTV Movie Awards                                 | Лучшая комедийная роль                                       | Робин Уильямс | Победа    |            |
| MTV Movie Awards                                 | Лучший музыкальный момент                                    | Пибо Брайсон и Реджина Белль — «A Whole New World» | Номинация |            |
| Премья Ассоциации онлайн-фильмов и телевидения   | Зал славы — Кинофильм                                        | Зал славы — Кинофильм | Inducted  | [ 89 ]     |
| Спутник                                          | Выдающийся молодёжный DVD                                    | Выдающийся молодёжный DVD | Номинация | [ 90 ]     |
| Сатурн (1993)                                    | Лучший фэнтези-фильм                                         | Лучший фэнтези-фильм | Победа    | [ 91 ]     |
| Сатурн (1993)                                    | Лучший актёр второго плана                                   | Робина Уильямса | Победа    | [ 91 ]     |
| Сатурн (1993)                                    | Лучший молодой актёр                                         | Скотт Уайнгер | Победа    | [ 91 ]     |
| Сатурн (1993)                                    | Лучшая музыка                                                | Алан Менкен | Номинация | [ 91 ]     |
| Сатурн (2004)                                    | Лучшее DVD-издание классического фильма                      | Лучшее DVD-издание классического фильма | Номинация | [ 91 ]     |
| Премия Ассоциации кинокритиков Юго-Востока       | Лучший фильм                                                 | Лучший фильм | 3rd Place | [ 92 ]     |
| Young Artist Awards                              | Выдающиеся семейные развлечения года                         | Выдающиеся семейные развлечения года | Победа    | [ 93 ]     |

Фильм признан Американским институтом киноискусства в следующих списках:
- 2000: 100 лет AFI… 100 смешных фильмов — номинация[94]
- 2004: 100 лет AFI… песен[95]:
  - «Friend Like Me» — номинация
  - «A Whole New World» — номинация
- 2006: Лучшие фильмы-мюзиклы AFI — номинация[96]

### Скандалы
Одна из строчек вступительной песни «Arabian Nights» была изменена после жалоб Американо-Арабского Анти-дискриминационного Комитета. Текст песни был изменён в июле 1993 года со строки «Where they cut off your ear if they don’t like your face» в оригинале на строку «Where it’s flat and immense and the heat is intense», при этом изменение впервые появилось на видеорелизе 1993 года. Оригинальная строка была в первой версии саундтрека, но в переиздании используется изменённая строка. Бродвейский мюзикл также использует новую строку. Однако последующая строка «It’s barbaric, but hey, it’s home», осталась нетронутой. Из-за этого инцидента журнал Entertainment Weekly поставил «Аладдина» в список самых спорных фильмов в истории. Это число было описано в рецензиях как «одновременно очарование и варварство арабского мира». ADC также пожаловался на изображение Аладдина и Жасмин. Они обвинили создателей в том, что они англизировали свои черты и дали им англо-американские акценты, в отличие от других персонажей фильма, которые имеют иностранные акценты, гротескные черты лица и кажутся злодейскими или жадными.
Обеспокоенность была также высказана в другой сцене. Когда Аладдину угрожает тигр Раджа на балконе дворца, Аладдин тихо говорит фразу, которую некоторые люди сообщили, что слышали как «Хорошие подростки, снимите одежду», которую они считали сублимационной ссылкой на распущенность. Однако, согласно комментарию на DVD, в то время как Маскер и Клементс признали, что Скотт Уайнгер рекламировал во время сцены, они утверждали, что «мы не записывали этого, мы бы этого не записывали», и сказали, что строчка была «Good tiger, take off and go…», а слово «тигр» пересекается рычанием Раджи. После слова «тигр» можно услышать второй голос, который, как предполагалось, был случайно включён в звуковую дорожку.
Энтузиасты мультипликационных фильмов заметили сходство с незаконченным мультфильмом Ричарда Уильямса «Вор и сапожник» (также известным как «Принцесса и сапожник» под руководством Allied Filmmakers и «Арабский рыцарь» под руководством Miramax Films). Эти сходства включают в себя похожий сюжет, похожих персонажей, сцены и фоновые рисунки, а также сходство Зиг-Зага в дизайне и манерах с Джинном и Джафаром. Хотя «Аладдин» был выпущен раньше, «Вор и сапожник» первоначально начали снимать гораздо раньше в 1960-х годах и погрязли в трудностях, включая финансовые трудности, проблемы с авторским правом, пересмотр сюжета и позднее время производства, вызванное отдельными студиями, пытающимися закончить фильм после того, как Ричард Уильямс был уволен из проекта из-за отсутствия готовой работы. Поздний релиз в сочетании с покупкой и перемонтажом фильма компанией Miramax иногда приводил к тому, что «Вор и сапожник» были названы плагиатом «Аладдина».

## Наследие
Наряду с его ролью в Ренессансе «Диснея», «Аладдину» часто приписывают роль катализатора в росте ролей кинозвёзд в качестве актёров озвучивания в голливудских анимационных фильмах с успехом в исполнении Джинна Робина Уильямса. Развлекательный писатель Скотт Меслоу написал, что по сравнению с персонажем Аладдина «Джин Уильямса — это персонаж, на которого откликнулась аудитория, и, что более важно для Диснея, — его самый продаваемый персонаж на сегодняшний день», что, по его заключению, привело к «прославлению» более поздних анимационных фильмов, таких как «Подводная братва» (2004) и «Кот в сапогах» (2011).

## Художественные фильмы

### Художественный приквел
15 июля 2015 года поступило сообщение о том, что в настоящее время разрабатывается приквел к фильму «Аладдин» с живым действием под названием «Джинн». Новый фильм, как сообщается, будет посвящен джиннам и их сфере, а также фильм покажет, как джинн Аладдина оказался в лампе. Сценарий для фильма пишут Дамиан Шеннон и Марк Свифт. Трипп Винсон будет выступать в качестве продюсера через Vinson Films.

### Киноадаптация
10 октября 2016 года Deadline сообщил, что Disney разрабатывает фильм с живыми актёрами, в которому Джон Огаст писал сценарий, а Дэн Лин будет продюсером. На сайте также сообщается, что Гай Ричи ведет переговоры о постановке фильма. Съёмки начались в июле 2017 года и продолжались до января 2018 года. 15 июля на D23 Expo было объявлено, что Наоми Скотт и Уилл Смит сыграют роли Жасмин и Джинни соответственно, а новичок Мена Массуд сыграет главную роль. Фильм вышел 24 мая 2019 года.